# 进士第 (广州市)
进士第，位于中国广东省广州市花都区赤坭镇，为广州市文物保护单位，类型为古建筑，公布时间为2002年7月。
进士第的历史年代为清代。